# Charles A. Kading
Charles August Kading (Lowell, 14 de enero de 1874 - Watertown, 19 de junio de 1956)  fue un abogado y político estadounidense. Se desempeñó como miembro de la Cámara de representantes de Estados Unidos por Wisconsin.

## Biografía
Nacido en Lowell, Wisconsin Kading era hijo de Charles y Elizabeth Baggans Kading. Asistió a las escuelas rurales, Lowell Grade School, Horicon High School en Horicon y la Universidad de Wisconsin en Madison. Se graduó de la facultad de derecho de la Universidad de Valparaíso en Valparaíso, Indiana en 1900. Fue admitido en el colegio de abogados el mismo año y comenzó a ejercer en Watertown, Wisconsin. También estaba interesado en actividades agrícolas.
Kading se desempeñó como fiscal de la ciudad de Watertown de 1905 a 1912, como fiscal de distrito del condado de Dodge de 1906 a 1912 y como alcalde de Watertown de 1914 a 1916.
Kading fue elegido republicano para los congresos setenta, setenta y uno y septuagésimo segundo, desde el 4 de marzo de 1927 hasta el 3 de marzo de 1933. Después de ser un candidato fracasado a la reelección en 1932, reanudó el ejercicio de la abogacía. Falleció en Watertown el 19 de junio de 1956 y allí fue enterrado en el cementerio de Oak Hill. Su hijo, Charles E. Kading (1907–1992), también abogado, sirvió durante muchos años como juez en el condado de Jefferson.